# ストラグル作戦
ストラグル作戦 (Operation Struggle) は、太平洋戦争末期にイギリス海軍が実行した、特殊潜航艇による日本海軍の巡洋艦に対する攻撃。
攻撃目標はシンガポールのセレター港内の重巡洋艦「高雄」と「妙高」であった。「高雄」と「妙高」は共に潜水艦の攻撃で大損害を受けていたが、2隻の状態を良く知らなかったイギリス軍はこの2隻が将来の作戦の脅威となると考えた。
攻撃をおこなうのはXE級潜水艦（en, X艇の改良型）のXE-1とXE-3の2隻で、それぞれ潜水艦「スパーク」と「スティジアン」によって曳航されて1945年7月26日にラブアン島から出撃した。7月30日夜にまずXE-3がジョホール海峡に進入し、翌朝、「高雄」にリムペットマインなどを仕掛け無事脱出した。「妙高」攻撃予定であったXE-1は到着が遅れた。そのため「高雄」より奥にいた「妙高」まで到達できず、やむなく「高雄」のそばに爆薬を置き撤収した。XE-1は8月5日に、XE-3は8月4日にラブアン島に帰投した。7月31日夕方にリムペットマインが爆発、「高雄」は艦底に穴が空き各所に浸水した。